# اریک بوتهیم
اریک بوتهیم (انگلیسی: Erik Botheim؛ زادهٔ ۱۰ ژانویهٔ ۲۰۰۰) بازیکن فوتبال اهل نروژ است.
از باشگاه‌هایی که در آن بازی کرده‌است می‌توان به باشگاه فوتبال کراسنودار اشاره کرد.

## دوران ملی
وی همچنین در تیم‌های ملی فوتبال زیر ۱۵ سال، زیر ۱۶ سال، زیر ۱۷ سال، زیر ۱۸ سال، زیر ۱۹ سال و زیر ۲۱ سال نروژ بازی کرده‌است.